# Kimi no te
«Kimi no te» (きみの て?) es el sencillo n.º 28 de la banda japonesa Every Little Thing, lanzado al mercado el día 26 de octubre del año 2005 bajo el sello avex trax.

## Detalles
El tema fue utilizado dentro de comerciales para productos de Nivea femeninos, donde Kaori Mochida participó como rostro principal, y también opening del programa de televisión Ongaku Senshi MUSIC FIGHTER por el mes de noviembre del 2005.
El tema fue arreglado por HIKARI y Every Little Thing, y las letras son obras de Kaori Mochida. Este es el segundo sencillo del álbum "Crispy Park", y fue lanzado aproximadamente 10 meses después de haberse lanzado el sencillo anterior "Koibumi / good night", que también está incluido en el álbum. Este trabajo también es el único lanzado por la banda dentro del año 2005, que se caracterizó por la poca actividad de Every Little Thing.

## Canciones
1. «Kimi no te» (きみの　て?)
2. «Kaerimichi» (帰り道?)
3. «Kimi no te» (きみの　て?) (Instrumental)
4. «Kaerimichi» (帰り道?) (Instrumental)

- Datos: Q3325202